# Hewitt (miasto)
Hewitt – miasto w Stanach Zjednoczonych, w stanie Wisconsin, w hrabstwie Marathon.